# Umberto Scapagnini
Umberto Scapagnini (Napoli, 16 ottobre 1941 – Roma, 2 aprile 2013) è stato un medico e politico italiano.
Europarlamentare dal 1994 al 2000 e deputato dal 2008 al 2013, dapprima in Forza Italia e in seguito nel Popolo della Libertà, è stato anche sindaco di Catania dal 2000 al 2008.

## Biografia
Dopo gli studi liceali, si laurea in medicina e chirurgia all'Università di Napoli nel 1965, libero docente in neurofarmacologia nel 1968 e specialista in neuroendocrinologia nel 1972, dal 1967 al 1973 è ricercatore e visiting professor presso l'Heymans Institute for Pharmacology dell'Università di Gand in Belgio, l'UCSF Medical Center di San Francisco in California e il MIT di Boston. Consulente della NASA dal 1969 al 1975, nel 1975 diviene professore ordinario di farmacologia presso l'Università degli Studi di Catania, risultando il più giovane ordinario italiano di questa disciplina. Autore di oltre 500 pubblicazioni scientifiche su prestigiose riviste internazionali e coeditore di oltre 20 volumi scientifici, ha dato notevoli contributi alle neuroscienze ed alla neurofarmacologia, aprendo la via alla psiconeuroendocrinoimmunologia (PNEI); è stato altresì decano della Facoltà di Medicina e Chirurgia dell'Università di Catania.

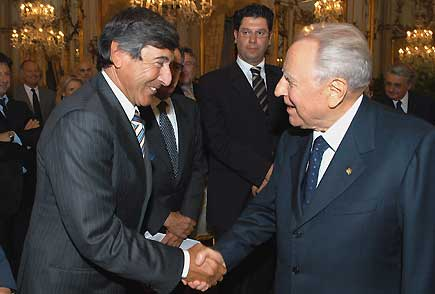
Scapagnini (a sinistra) con l'allora Presidente della Repubblica, Carlo Azeglio Ciampi.

## Carriera politica
Nella città siciliana si affacciò alla politica diventando consigliere comunale con il PSI nel 1985. Vicesindaco e assessore all'urbanistica tra il 1986 e il 1987, aderì successivamente a Forza Italia e nel 1994 venne eletto deputato europeo; dal '94 al '99 è stato Presidente della Commissione di Ricerca, Sviluppo Tecnologico e Energia del Parlamento Europeo. Confermato parlamentare europeo nel 1999, nel 2000 si candidò a sindaco di Catania ottenendo la carica. Ricevette un secondo mandato nel 2005, anno in cui vinse contro il candidato de L'Unione Enzo Bianco.
Per anni Umberto Scapagnini è stato il medico personale di Silvio Berlusconi, parlando del quale un giorno affermò che: «Berlusconi ha un sistema neuro immunitario di tipo veramente straordinario per cui niente mina la sua salute e che egli è "tecnicamente immortale"».
Dal mese di gennaio 2008 e per tutto l'anno, varie zone di Catania, non solo in periferia ma anche nel centro cittadino, rimangono più giorni prive di illuminazione a causa del non adempimento dei pagamenti all'Enel da parte del comune.
Il 12 febbraio 2008 si dimette dalla carica di sindaco ed è eletto deputato nelle liste del PdL nelle elezioni politiche. Il 16 aprile, in seguito a incidente stradale,  riporta un trauma toracico e viene ricoverato in gravi condizioni all'Ospedale Forlanini di Roma. Il 20 maggio 2009 il sito del Corriere della Sera diffonde la notizia che Scapagnini è ricoverato in ospedale in prognosi riservata «in seguito a un grave scompenso metabolico».
Nel marzo del 2011 rivela di aver combattuto contro un tumore, andato in recidiva dopo aver avuto un incidente stradale, e di essere stato a un passo dalla morte. Nel giugno del 2011 pubblica un libro intitolato Il Cielo può attendere nel quale racconta la storia degli ultimi anni segnati dalla malattia e la sua esperienza di premorte. Il 2 aprile 2013 muore a Roma all'età di 71 anni, dopo che negli ultimi giorni erano nuovamente peggiorate le sue condizioni di salute, essendo stato colto da ictus cerebrale e poi da un infarto.
Per i suoi meriti scientifici, l'Università di Catania, in sua memoria bandisce annualmente un premio (Premio Scapagnini) assegnato dall'Associazione onlus "Scuola Superiore di Formazione in Medicina" di Catania a laureati in medicina e chirurgia o in biotecnologie mediche all'Università di Catania con una votazione di 110/110 e lode, che abbiano svolto una tesi sperimentale nell'area delle neuroscienze.
Gli è stata intitolata pure l'aula magna del plesso universitario Torre Biologica "Ferdinando Latteri" dell'ateneo catanese.

## Procedimenti giudiziari
Il 2 maggio del 2008 è stato condannato a due anni e sei mesi di reclusione per delle irregolarità nella concessione di contributi previdenziali da parte del Comune ai dipendenti per i danni arrecati dalla cenere dell'Etna, 3 giorni prima delle elezioni comunali del 2005 che lo videro vincitore. Nel luglio 2008 risulta indagato, assieme ad altri 40 funzionari comunali, per il buco di bilancio creato durante gli anni di amministrazione. Ciò nonostante ottiene la carica di deputato che gli concede l'immunità alla condanna del 2 maggio 2008.
Nel gennaio 2010 viene rinviato a giudizio, assieme ad altri 13 ex assessori di diverse giunte di centrodestra, per falso ideologico nell'inchiesta sul buco di bilancio da centinaia di milioni di euro dell'amministrazione di Catania. Nel gennaio del 2011 viene data la notizia che Scapagnini risulta indagato insieme ad alcuni amministratori catanesi in un'inchiesta su promozioni facili e avanzamenti di carriera illeciti di dipendenti comunali a Catania. Secondo la Procura etnea, Scapagnini e gli altri indagati avrebbero favorito tali promozioni e avanzamenti alla vigilia delle elezioni amministrative in modo da favorire il voto di scambio.
Nel febbraio del 2011 è stato condannato a quattro mesi di reclusione per abuso d'ufficio per aver assunto l'autista della moglie, come consulente al Comune di Catania. È stato anche imputato per abuso d'ufficio aggravato nell'ambito di un'inchiesta sui parcheggi sotterranei in costruzione nella città etnea, accusa dalla quale è stato assolto con formula piena il 30 marzo 2011, con sentenza della Corte d'Appello del Tribunale di Catania, con cui fu disposto il dissequestro dei cantieri.
Nell'ottobre del 2011 viene condannato dal giudice monocratico della prima sezione penale del Tribunale di Catania, Alfredo Cavallaro, a due anni e nove mesi di reclusione per falso in bilancio (si tratta del primo grado di giudizio). Insieme a lui sono stati condannati alla stessa pena i componenti della prima giunta (l'ex ragioniere Vincenzo Castorina e gli ex assessori Francesco Caruso, Giuseppe Arena, Santo Li Gresti, Giuseppe Maimone, Giuseppe Siciliano e Giovanni Vasta), mentre quelli della seconda giunta (Filippo Maria Drago, Stefania Gulino, Mimmo Rotella, Salvatore Santamaria, Nino Strano, Mario De Felice e Giuseppe Zappalà) sono stati condannati a due anni e tre mesi di carcere. Scapagnini e i membri delle sue giunte sono stati peraltro dichiarati interdetti dai pubblici uffici per una durata pari a quella della pena principale e condannati al pagamento delle spese processuali. I pubblici ministeri avevano chiesto due anni e quattro mesi per Scapagnini e due anni per tutti gli assessori.
Nel novembre 2011 la Corte d'appello di Catania ha confermato la condanna a due anni e sei mesi di reclusione per Scapagnini per abuso d'ufficio e violazione della legge elettorale, nel processo sui rimborsi Inpdap ai dipendenti del Comune di Catania per i fenomeni eruttivi e sismici dell'Etna del 2001 e 2002 a pochi giorni dalle consultazioni amministrative del 2005.

## Opere principali
- Neurotransmitters and anterior pituitary function (con Eugenio E. Muller e Giuseppe Nisticò), New York, Academic Press, Inc., 1977.
- Central and peripheral regulation of prolactin function (edited with Robert M. MacLeod), New York, Raven Press, Inc., 1980.
- Psiconeuroendocrinologia (con Pier Luigi Canonico e Napoleone Ferrara), Padova, Liviana Editrice, 1982.
- Prolactin. Basic and clinical correlates (edited with Robert M. MacLeod and Michael O. Thorner), Padova/Berlin & Heidelberg, Liviana Editrice/Springer-Verlag, 1985. ISBN 88-7675-499-7
- TRH. Biologia e clinica (con Pier Luigi Canonico e Filippo Drago), Catania, Edizioni della Cyanamid Italia, 1988.
- PNEI. Psiconeuroendocrinoimmunologia (a cura di), Padova, Liviana Editrice, 1989. ISBN 88-7675-562-4
- Schede di psiconeuroendocrinologia (curate con Pier Luigi Canonico e Maria Angela Sortino), Abano Terme (PD), Edizioni della Sinax, 1992.
- Vascolare verso metabolico, Atti del III workshop "La Neurosenescenza", St. Moritz, 19-20 luglio 1991, curati con Alessandro Agnoli e Carlo Zanussi, Amsterdam, Excerpta Medica, 1992. ISBN 90-219-9954-4
- Bilanci operativi in oncologia (con Franco Pannuti e Gioacchino Robustelli della Cuna), Pavia, Edizioni medico-scientifiche, 1993.
- Deterioramento delle funzioni cognitive e nuove ipotesi eziopatogenetiche, Atti del IV workshop "La neurosenescenza", St. Moritz, 17-18 luglio 1992, curati con Carlo Zanussi, Amsterdam, Excerpta Medica, 1993. ISBN 90-219-9985-4
- Le basi neurochimiche del comportamento (con Luigi Pulvirenti e Pier Luigi Canonico), Nocera Inferiore (SA), Chiarugi Edizioni, 1995.
- La manutenzione della vita. Tutti i segreti per non invecchiare (con Giovanni Scapagnini), Milano, Mondadori, 1997. ISBN 88-04-40676-3
- La felicità in pillole. Il segreto di una prolungata gioventù. Guida pratica al benessere fisico e mentale (con Giovanni Scapagnini), Bologna, Monduzzi Editore, 1999. ISBN 88-475-3009-1
- La salute ritrovata. Storie di straordinaria medicina (con Giovanni Scapagnini), Milano, Mondadori, 1999. ISBN 88-04-45518-7
- Il cielo può attendere. Il buio della malattia, la luce della fede (con Fabrizio Del Piero), Milano, Edizioni Piemme, 2011. ISBN 978-88-566-2303-1